# النادي البلدي العيون
النادي البلدي العيون (بالفرنسية: Club Municipalité de Laâyoune)، والمعروف أيضاً باسم النادي البلدي النسوي لكرة القدم العيون ، هو نادي رياضي مغربي للسيدات محترف، يشارك في البطولة المغربية للسيدات.

## تاريخ النادي
تأسس النادي عام 2000. في عام 2010، فاز النادي بأول بطولة له في موسم 2009-2010. وأتبعوا ذلك بالألقاب في 2010–11 و2011–12، ليصبحوا أول فريق في تاريخ الدوري يفوز بثلاث بطولات متتالية.

## إنجازات النادي

### محلي
- الدوري المغربي للسيدات :
  -  البطل (4) : 2010، 2011، 2012، 2015
  -  الوصيف (5) : 2016، 2017، 2018، 2020، 2022
- كأس العرش للسيدات :
  -  الوصيف (5) : 2011، 2012، 2015، 2016، 2023